# Lily Wangchuk
Lily Wangchuk ou Lily Wangchhuk, née le 15 octobre 1972, est une femme politique, diplomate et militante bhoutanaise. Diplomate entre 1994 et 2008, elle devient en novembre 2012 la première femme bhoutanaise à être nommée présidente d'un parti politique.

## Jeunesse et éducation
Wangchuk est née dans une famille noble. Son grand-père, Rinzin Dorji, a été le dernier Daga Penlop sous les rois Jigme Wangchuck et Jigme Dorji Wangchuk. Son père meurt pendant son enfance et sa mère abandonne sa famille pour devenir religieuse. Elle étudie la diplomatie internationale à l'Université nationale australienne et les droits de l'homme et le droit international à l'Académie indienne de droit international et de diplomatie. Elle étudie ensuite les sciences politiques au Miranda College en Inde.

## Carrière
Wangchuk commence à travailler comme diplomate en 1994 et en 2003, elle reçoit le Lions Club Award for Outstanding Diplomat pour son travail sur les relations bilatérales du Bhoutan avec l'Inde. Après une carrière de 12 ans en tant que diplomate, elle prend le temps de voyager à travers le Bhoutan, visitant les 20 districts et les régions les plus reculées du pays, au cours desquels elle observe les défis socio-économiques auxquels sont confrontés les gens ordinaires et les inégalités de développement.
Wangchuk est directrice exécutive de la Fondation des médias du Bhoutan (BMF) et cheffe de l'aile féminine du Parti démocratique des peuples. Peu de temps après avoir quitté BMF pour poursuivre une carrière dans la politique en octobre 2011, elle reçoit un diagnostic de cancer de l'endomètre et bat la maladie en six mois. En novembre 2012, Wangchuk devient la première femme bhoutanaise à être nommée présidente d'un parti politique, le Parti du peuple du Bhoutan (DCT), un parti officiellement reconnu début 2013. Elle est ensuite la candidate à la présidence lors des élections de 2013 pour la circonscription de North Thimphou.
Elle se présente à l'élection à l'Assemblée nationale du Bhoutan en tant que candidate pour Druk Phuensum Tshogpa (DPT) dans la circonscription de North Thimphou lors des élections de 2018, mais elle arrive deuxième avec 2 102 voix derrière son opposante, Dechen Wangmo.